# 喜山颈槽蛇
喜山颈槽蛇（学名：Rhabdophis himalayanus）为游蛇科颈槽蛇属的爬行动物，俗名喜山游蛇。分布于印度、尼泊尔、锡金、缅甸以及中国大陆的云南、西藏等地，其标本采集自阔叶林下、草丛中。其生存的海拔范围为1000至1500米。该物种的模式产地在锡金、尼泊尔。其种加词“himalayanus”意为“喜马拉雅山脉的”。

## 保护
本种于2023年被收录入《有重要生态、科学、社会价值的陆生野生动物名录》。